# I-8 (tàu ngầm Nhật)
I-8 là một tàu ngầm tuần dương phân lớp Junsen 3 (巡潜三型) bao gồm hai chiếc có khả năng mang máy bay của Hải quân Đế quốc Nhật Bản. Nó cùng với tàu chị em I-7 là những tàu ngầm Nhật Bản lớn nhất được hoàn tất trước khi nổ ra xung đột tại Thái Bình Dương. Nhập biên chế năm 1937, nó đã hoạt động trong Chiến tranh Thế giới thứ hai, hỗ trợ cho cuộc tấn công Trân Châu Cảng, càn quét tàu bè tại Ấn Độ Dương, và tham gia các chiến dịch Guadalcanal và Okinawa. Vào năm 1943, I-8 được huy động vào nhiệm vụ Yanagi, hoàn tất một chuyến đi trao đổi kỹ thuật đến lãnh thổ Pháp bị Đức chiếm đóng và quay trở về Nhật Bản, trở thành tàu ngầm duy nhất thực hiện chuyến đi khứ hồi giữa Nhật Bản và Châu Âu trong Thế Chiến II. Sau khi liên quan đến nhiều tội ác chiến tranh trong năm 1944, I-8 bị các tàu khu trục Hải quân Hoa Kỳ đánh chìm trong biển Philippine vào ngày 31 tháng 3, 1945.

## Thiết kế và chế tạo

### Thiết kế
Junsen III là sự tiếp nối của việc phát triển tàu ngầm sân bay, bắt đầu bằng phân lớp Junsen I Cải tiến với chiếc I-5 có khả năng vận hành một thủy phi cơ trinh sát, và sau đó là phân lớp Junsen II với chiếc I-6 khi được trang bị ngay từ đầu một hầm chứa cùng một máy phóng máy bay. Lớp Junsen III tiếp nối sau đó, bao gồm I-7 và I-8, cũng có các tính năng tương tự, với ý định sẽ hoạt động trong vai trò soái hạm của hải đội tàu ngầm. Hải quân Nhật muốn kết hợp những ưu điểm của các phân lớp Junsen trước đây với kiểu tàu ngầm Kaidai V. Junsen III là những tàu ngầm sau cùng có các thiết bị máy bay đặt sau tháp chỉ huy; mọi tàu ngầm sân bay Nhật Bản tiếp theo đều bố trí hầm chứa cùng máy phóng ở sàn phía trước.
Junsen III có trọng lượng choán nước 2.267 tấn (2.231 tấn Anh) khi nổi và 3.640 tấn (3.583 tấn Anh) khi lặn, lườn tàu có chiều dài 109,3 m (358 ft 7 in), mạn tàu rộng 9,10 m (29 ft 10 in) và mớn nước sâu 5,26 m (17 ft 3 in). Con tàu có thể lặn sâu 100 m (328 ft) và có một thủy thủ đoàn đầy đủ bao gồm 100 sĩ quan và thủy thủ.
Chiếc tàu ngầm trang bị hai động cơ diesel Kampon Mk.1A Model 10 công suất 11.200 mã lực phanh (8.352 kW), mỗi chiếc vận hành một trục chân vịt. Khi lặn, mỗi trục được vận hành bởi một động cơ điện 1.400 mã lực (1.044 kW). Con tàu có thể đạt tốc độ tối đa 23 hải lý trên giờ (43 km/h; 26 mph) khi nổi và 8 hải lý trên giờ (15 km/h; 9,2 mph) khi lặn. Khi Junsen III di chuyển trên mặt nước nó đạt tầm xa hoạt động 14.000 hải lý (26.000 km; 16.000 mi) ở tốc độ 16 hải lý trên giờ (30 km/h; 18 mph), và có thể lặn xa 80 nmi (150 km; 92 mi) ở tốc độ 3 hải lý trên giờ (5,6 km/h; 3,5 mph).
Lớp Junsen III có sáu ống phóng ngư lôi 53,3 cm (21,0 in), tất cả được bố trí trước mũi, và mang theo tổng cộng 20 quả ngư lôi Kiểu 89. Vũ khí trên boong tàu bao gồm hai khẩu hải pháo 14 cm/40 Kiểu năm thứ 11 cùng hai súng máy phòng không 13,2 mm (0,52 in) trên cầu tàu. Nó có thể vận hành một thủy phi cơ trinh sát Watanabe E9W chứa trong hầm chứa và phóng bằng máy phóng phía sau cầu tàu.

### Chế tạo
I-8 được đặt lườn tại xưởng tàu của hãng Kawasaki tại Kobe vào ngày 11 tháng 10, 1934. Nó được hạ thủy vào ngày 20 tháng 7, 1936, rồi hoàn tất và nhập biên chế vào ngày 5 tháng 12, 1938.

### Nhiệm vụ Yanagi
Theo tinh thần Hiệp ước Ba bên (Tripartite Pact) được ký kết giữa Đức Quốc Xã, Ý và Nhật Bản vào tháng 9, 1940, Nhật Bản trao đổi nhân sự, vật tư chiến lược và hàng hóa với Đức và Ý, thoạt tiên sử dụng tàu chở hàng, nhưng phải chuyển sang tàu ngầm khi các vùng biển bị lực lượng Đồng Minh phong tỏa.
Lần lượt đã tổ chức các chuyến: I-30 vào tháng 4, 1942; I-29 vào tháng 4, 1943; I-8 vào tháng 6, 1943; I-34 vào tháng 10, 1943; U-511 vào tháng 8, 1943; I-52 vào tháng 6, 1944; và U-234 vào tháng 5, 1945. Trong số này, I-30 đắm do trúng thủy lôi và I-34 bị tàu ngầm Anh HMS Taurus đánh chìm, sau đó I-52 chịu cùng chung số phận. Vào tháng 5, 1945, U-234 đang thực hiện chuyến đi cuối cùng khi Đức Quốc Xã đầu hàng, nên U-234 bị chiếm giữ tại Newfoundland, kết thúc việc trao đổi kỹ thuật với Nhật Bản.

## Lịch sử hoạt động

### 1938 - 1941
Vào lúc nhập biên chế, I-8 được điều động về Quân khu Hải quân Yokosuka. Đến ngày 15 tháng 12, 1938, nó được đặt làm soái hạm của Hải đội Tàu ngầm 2 trực thuộc Đệ Nhị Hạm đội, trong thành phần Hạm đội Liên hợp. Nó trở thành soái hạm của Hải đội Tàu ngầm 3 trực thuộc Đệ Nhị Hạm đội vào ngày 15 tháng 11, 1939, và đến ngày 11 tháng 10, 1940, nó nằm trong số 98 tàu chiến và 527 máy bay hải quân Nhật Bản tập trung tại vịnh Yokohama để tham gia cuộc duyệt binh hạm đội lớn nhất trong lịch sử Nhật Bản, nhân kỷ niệm 2.600 năm đăng quang của Thiên hoàng Jimmu.
Vào ngày 15 tháng 11, 1940, Hải đội Tàu ngầm 3 được điều động sang Đệ Lục Hạm đội, trong thành phần Hạm đội Liên hợp. Vào một lúc nào đó, tàu tiếp liệu tàu ngầm Taigei đã thay phiên cho I-8 trong vai trò soái hạm của hải đội, và đến ngày 1 tháng 10, 1941, Chuẩn đô đốc Shigeyoshi Miwa, Tư lệnh Hải đội Tàu ngầm 3, chuyển cờ hiệu của mình từ Taigei trở lại chiếc I-8. Nó cùng với hải đội thực hành huấn luyện tại vùng biển ngoài khơi Kyushu.
Vào ngày 10 tháng 11, 1941, I-8 được điều về Lực lượng Viễn chinh Tiền phương của Đệ Lục Hạm đội. Cùng ngày này, bên trên soái hạm Katori, Phó đô đốc Shimizu Mitsumi, Tư lệnh Đệ Lục hạm đội, công bố Kế hoạch Z, là kế hoạch tấn công căn cứ Trân Châu Cảng của Hải quân Hoa Kỳ, mở màn cho cuộc xung đột tại Thái Bình Dương. Khi lực lượng Hải quân Nhật Bản bắt đầu được huy động cho chiến dịch, I-8 khởi hành từ vịnh Saeki vào ngày 11 tháng 11, mang theo một thủy phi cơ Watanabe E9W1, và hướng sang đảo san hô Kwajalein thuộc quần đảo Marshall, đến nơi vào ngày 20 tháng 11. Nó rời Kwajalein bốn ngày sau đó để đi sang khu vực quần đảo Hawaii. Trên đường đi vào ngày 2 tháng 12, nó nhận được thông điệp từ Hạm đội Liên hợp: "Leo núi Niitaka 1208" (tiếng Nhật: Niitakayama nobore 1208), là mật lệnh cho biết chiến sự với Khối Đồng Minh sẽ bắt đầu vào ngày 8 tháng 12 (theo giờ Nhật Bản, tức ngày 7 tháng 12 tại Hawaii bên kia đường đổi ngày).

#### Chuyến tuần tra thứ nhất - Trận Trân Châu Cảng
Vào ngày 7 tháng 12, I-8 bắt đầu tuần tra tại khu vực phía Bắc Oahu; Nó được lệnh tấn công mọi tàu bè xuất phát từ Trân Châu Cảng trong và sau cuộc tấn công, vốn được lên kế hoạch vào sáng ngày hôm đó. Chiếc tàu ngầm không bắt gặp mục tiêu nào, nên kết thúc chuyến tuần tra và về đến Kwajalein vào ngày 24 tháng 12.

### 1942

#### Chuyến tuần tra thứ hai
Khởi hành từ Kwajalein vào ngày 12 tháng 1, 1942, I-8 tiến hành chuyến tuần tra thứ hai ngoài khơi vùng bờ Tây Hoa Kỳ. Nó hiện diện ngoài khơi San Francisco, California vào sáng sớm ngày 3 tháng 2, ghi nhận thành phố này không áp dụng che ánh sáng trong thời chiến, và trong ngày đó đã phát hiện một đoàn tàu vận tải, nhưng không thể tấn công. I-8 có kế hoạch trinh sát vịnh San Francisco bằng thủy phi cơ, nhưng phải hủy bỏ do thời tiết xấu. Sau đó nó di chuyển lên phía Bắc đến Seattle, Washington, nhưng không có cơ hội tấn công tàu bè Đồng Minh. Chiếc tàu ngầm kết thúc chuyến tuần tra vào ngày 9 tháng 2, và về đến Kure, Hiroshima vào ngày 2 tháng 3 sau một chặng dừng tại Kwajalein.
Sau khi được sửa chữa tại Kure, I-8 rời Yokosuka vào ngày 15 tháng 4, cùng với Hải đội Tàu ngầm 3 đi sang Kwajalein, trong vai trò soái hạm cho Chuẩn đô đốc Miwa Tư lệnh Hải đội Tàu ngầm 3. Sau khi diễn ra cuộc Không kích Doolittle xuống đảo Honshū vào ngày 18 tháng 4, I-8 được lệnh truy tìm lực lượng đặc nhiệm tàu sân bay Hoa Kỳ được cho là đang hoạt động ở vị trí cách Tokyo 700 nmi (1.300 km) về hướng Đông; chiếc tàu ngầm đã không tìm thấy đối phương. Trên đường đi đô đốc Miwa bị bệnh nặng, nên trong khi phần còn lại của hải đội tiếp tục hướng đến Kwajalein, I-8 buộc phải quay trở lại Nhật Bản, nơi Chuẩn đô đốc Chimaki Kono lên tàu để thay thế Miwa trong vai trò Tư lệnh Hải đội Tàu ngầm 3.
I-8 lại xuất phát từ Yokosuka vào ngày 26 tháng 4, đi đến ngoài khơi Roi-Namur ở Kwajalein vào ngày 6 tháng 5. Lúc 05 giờ 44 phút, hai máy bay ném bom Mitsubishi G4M1 nhận định nhầm I-8 là một tàu ngầm Đồng Minh nên đã tấn công, ném tám quả bom 60 kilôgam (132 lb). I-8 bị hư hại và không thể lặn được. Sau khi ghé đến Kwajalein trong các ngày 7 và 8 tháng 5, nó quay trở về Nhật Bản để sửa chữa, đi đến Kure vào ngày 16 tháng 5. Do sự cố bắn nhầm này, Hải quân Nhật Bản bắt đầu cho sơn hai vạch trắng, thường là lên sàn tàu phía sau tháp chỉ huy, như là dấu hiệu nhận dạng.
Khi về đến Kure, I-8 được điều sang Hải đội Tàu ngầm 5. Tuy nhiên đơn vị này lại được giải thể vào ngày 14 tháng 7, nên chiếc tàu ngầm lại được điều động làm soái hạm cho Hạm đội Khu vực Tây Nam trong thành phần Đội tàu ngầm 30, vốn bao gồm các chiếc I-162, I-165 và I-166. Vào ngày 27 tháng 8, nó mắc tai nạn va chạm với tàu tuần dương phụ trợ Bangkok Maru trong vịnh Saeki ngoài khơi đảo Kyūshū và bị hư hại nhẹ.

#### Chiến dịch Guadalcanal
Chiến dịch Guadalcanal bắt đầu vào ngày 7 tháng 8, khi lực lượng Thủy quân Lục chiến Hoa Kỳ đổ bộ lên Guadalcanal, Tulagi, đảo Florida, Gavutu và Tanambogo ở phía Đông Nam quần đảo Solomon. Được phối thuộc trực tiếp cùng Đệ Lục Hạm đội từ ngày 20 tháng 8, I-8 rời vịnh Saeki vào ngày 15 tháng 9 để hỗ trợ cho lực lượng Nhật Bản trong chiến dịch này. Nó cùng Hải đội Tàu ngầm 3, bao gồm các chiếc I-168, I-169, I-171, I-172, I-174 và I-175, đi đến căn cứ thuộc quần đảo Caroline vào ngày 18 tháng 9. Nó khởi hành từ Truk vào cuối tháng 9 để tuần tra khu vực Đông Nam quần đảo Solomon về phía Đông Nam đảo San Cristóbal, rồi đi đến quần đảo Shortland vào ngày 2 tháng 10. Chiếc tàu ngầm lại lên đường ba ngày sau đó để tuần tra khu vực phụ cận dãi đá Indispensable về phía Nam đảo Rennell, rồi quay trở lại Shortland vào ngày 24 tháng 10.
I-8 lại thực hiện một chuyến tuần tra vào cuối tháng 10, khi chiếc thủy phi cơ Watanabe E9W1 của nó đã trinh sát trên không Port Vila và Port Havannah trên đảo Efate thuộc quần đảo New Hebrides vào ngày 2 tháng 11. Sau khi quay trở về Shortland vào tháng 11, nó chất lên tàu 21 tấn hàng tiếp liệu để vận chuyển cho lực lượng Nhật Bản đang chiến đấu tại Guadalcanal, rồi lên đường vào ngày 4 tháng 12. Nó hoàn tất việc tiếp liệu và về đến Shortland vào ngày 8 tháng 12, và sau đó đi đến căn cứ Truk.

### 1943
I-8 khởi hành từ Truk vào ngày 14 tháng 1, 1943 cho một chuyến tuần tra ngoài khơi đảo Canton thuộc quần đảo Phoenix, cũng như ngoài khơi quần đảo Samoa và Fiji. Trong chuyến tuần tra này, nó đã bắn phá đảo Canton hai lần bằng hải pháo 14-cm: 41 phát đạn vào ngày 23 tháng 1, và thêm 45 phát nữa vào ngày 1 tháng 2. Cùng vào lúc này, Chiến dịch Guadalcanal kết thúc khi lực lượng Nhật Bản còn lại trên đảo được cho triệt thoái trong Chiến dịch Ke, hoàn tất vào ngày 8 tháng 2. I-8 kết thúc chuyến tuần tra và quay trở về Truk vào ngày 10 tháng 3. Nó tiếp tục quay trở về Nhật Bản để đại tu, đi đến Kure vào ngày 21 tháng 3.

### Nhiệm vụYanagi
Theo tinh thần Hiệp ước Ba bên (Tripartite Pact) được ký kết giữa Đức Quốc Xã, Ý và Nhật Bản vào tháng 9, 1940, Nhật Bản trao đổi nhân sự, vật tư chiến lược và hàng hóa với Đức và Ý, thoạt tiên sử dụng tàu chở hàng, nhưng phải chuyển sang tàu ngầm khi các vùng biển bị lực lượng Đồng Minh phong tỏa. Các hoạt động này của phía Nhật Bản được gọi là Nhiệm vụ Yanagi (柳作戦 Yanagi sakusen), (hay một cách chính thức là Các nhiệm vụ tàu ngầm sang Đức (遣独潜水艦作戦 Kendoku sensuikan sakusen)). Chuyến đi Yanagi đầu tiên do tàu ngầm I-30 tiến hành từ tháng 4 đến tháng 10, 1942, với hành trình từ Nhật Bản sang lãnh thổ Pháp bị Đức chiếm đóng và quay trở về Singapore, nhưng nó đã trúng thủy lôi của Anh và đắm trước khi về đến Nhật Bản, và bị mất phần lớn hàng hóa.

#### Chuyến đi sang Châu Âu
Trong khi được đại tu tại Kure, I-8 được điều động về Đội tàu ngầm 14 thuộc Hải đội Tàu ngầm 8 trực thuộc Đệ Lục Hạm đội từ ngày 1 tháng 4. Sau khi hoàn tất việc đại tu, con tàu được chọn để thực hiện nhiệm vụ Yanagi thứ hai dưới quyền chỉ huy của Trung tá Hải quân Shinji Uchino. Nó được tiếp nhiên liệu từ tàu ngầm I-10 trong biển nội địa Seto từ ngày 17 đến ngày 19 tháng 5, rồi phối thục trực tiếp cùng Hải đội Tàu ngầm 8 từ ngày 25 tháng 5, trước khi rời Kure vào ngày 1 tháng 6, có I-10 và tàu tiếp liệu tàu ngầm Hie Maru tháp tùng.
Hàng hóa nó chở theo bao gồm hai ngư lôi Type 95, ống phóng ngư lôi, các bản vẽ kỹ thuật cùng một thủy phi cơ trinh sát Yokosuka E14Y. Hành khách bao gồm một thủy thủ đoàn bổ sung 48 người do Thiếu tá Hải quân Sadatoshi Norita chỉ huy, dự định sẽ vận hành tàu ngầm U-boat Type IX U-1224 đi về Nhật Bản để nghiên cứu đảo ngược kỹ thuật, cùng Trung tá Nishihara được phái sang Đức để học hỏi động cơ của tàu phóng lôi. Tất cả bao gồm 160 người trên tàu nên rất chật chội cùng với hàng hóa được chở theo. Hầu hết thủy thủ của Norita ở tại phòng ngư lôi phía trước, nên trong suốt hành trình I-8 chỉ mang theo sáu quả ngư lôi nạp sẵn trong ống phóng.
Sau chặng dừng tại vịnh Saeki, ba con tàu ghé đến Singapore từ ngày 10 đến ngày 22 tháng 6, nơi I-8 nhận thêm lên tàu hàng hóa Quinin, thiếc và cao su thô. Ghé đến cảng Penang tại Malaya bị chiếm đóng vào ngày 23 tháng 6, nó còn nhận thêm hàng hóa là tungsten và thuốc phiện dùng trong y tế. Nó rời Penang vào ngày 27 tháng 6 để cùng I-10 băng qua Ấn Độ Dương, được tiếp nhiên liệu tại tọa độ 04°53′N 087°20′Đ / 4,883°N 87,333°Đ vào ngày 1 tháng 7, và tại tọa độ 22°25′N 076°15′Đ / 22,417°N 76,25°Đ vào ngày 6 tháng 7, trước khi tách khỏi I-10 và di chuyển độc lập. Đến ngày 21 tháng 7, nó ra đến Đại Tây Dương ở vị trí 300 nmi (560 km) về phía Nam mũi Hảo Vọng ở cực Nam Châu Phi, và trong vòng mười ngày tiếp theo đã liên tiếp gặp những cơn bão, làm hư hại boong tàu và hiếm khi di chuyển nhanh hơn 5 kn (9,3 km/h).
I-8 băng qua đường Xích đạo vào ngày 2 tháng 8, rồi đến ngày 20 tháng 8 đã gặp gỡ tàu ngầm U-boat U-161 do Thiếu tá Hải quân Albrecht Achilles chỉ huy tại Đại Tây Dương về phía Nam quần đảo Azores. Một Trung úy và hai hạ sĩ quan Đức đã chuyển sang I-8 để lắp đặt một ăn-ten dò radar, có thể là FuMB 1 Metox 600A hoặc FuMB 9 Wanze, trên cầu tàu, khiến I-8 trở thành tàu ngầm Nhật Bản đầu tiên có loại thiết bị này. Ba thành viên Đức tiếp tục ở lại trên I-8 khi hai con tàu chia tay, nhằm dẫn đường cho I-8 đi vào cảng Pháp bị Đức chiếm đóng. U-161 bị đánh chìm vào ngày 27 tháng 9 với tổn thất nhân mạng toàn bộ 53 người trên tàu, nên ba thành viên này là những người duy nhất sống sót của U-161.

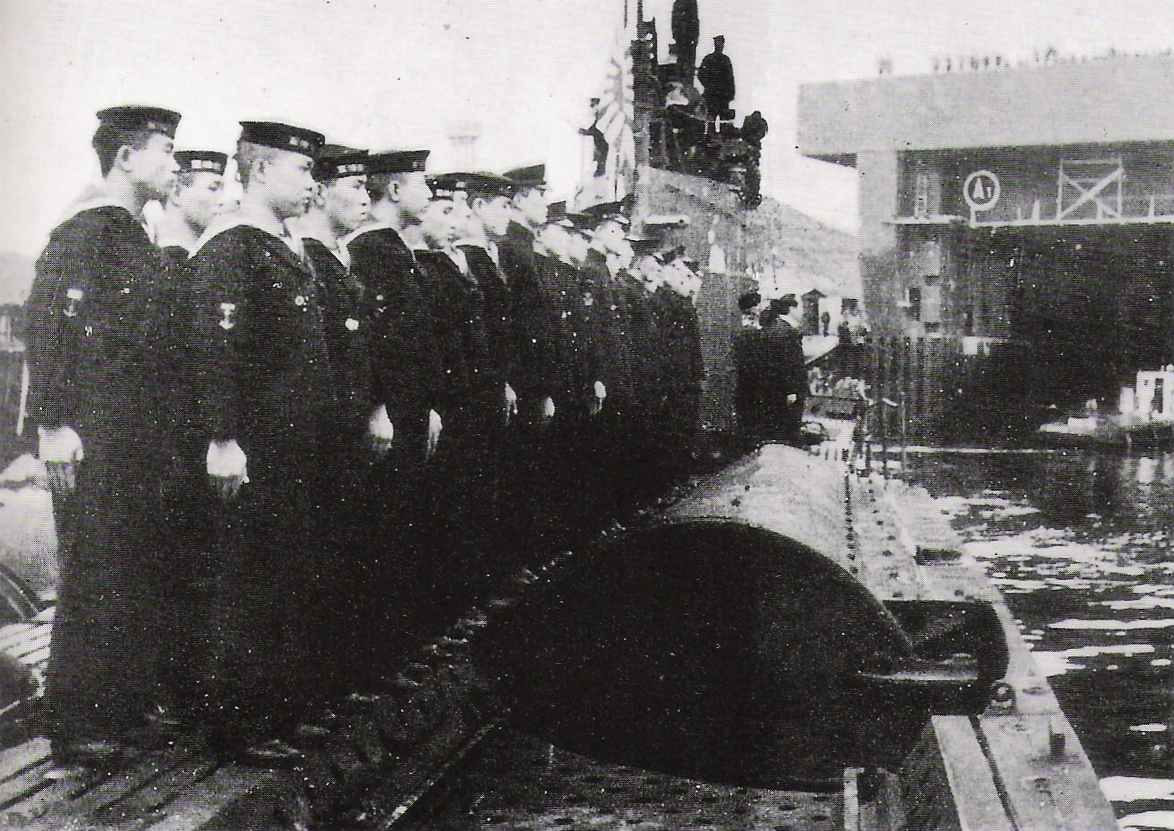
I-8 đi đến Brest, Pháp.

Phía Đức đặt tên mã cho I-8 là Flieder. Sau khi con tàu tiến vào vịnh Biscay vào ngày 29 tháng 8, Không quân Đức phái máy bay ném bom Junkers Ju 88 thuộc Không đoàn 40 bay bên trên để bảo vệ, và nhiều tàu khu trục Đức cũng có mặt hộ tống khi nó tiếp cận cảng Brest, Pháp. Các tàu phóng lôi Đức T-22, T-24 và T-25 đã quét mìn dọn đường qua các bãi thủy lôi, giúp I-8 đi đến Brest an toàn vào ngày 31 tháng 8. Một tàu kéo Đức đã trợ giúp nó cặp một bến dành cho tàu ngầm trong khi nó được chào đón trên bờ bởi một dàn quân nhạc.

#### Tại Châu Âu
Thủy thủ đoàn của I-8 được chào đón bởi một phái đoàn Hải quân Đức do Đô đốc Theodor Krancke, Tổng tư lệnh Hải quân phía Tây dẫn đầu, và được trao tặng những phần thường quân sự của Đức. Trong một tháng tiếp theo, phía Đức mở các bữa tiệc chiêu đãi cho thủy thủ đoàn của I-8 và tổ chức cho họ các chuyến tham quan Paris và Berlin. Họ cũng được hưởng những tiện nghi xa hoa tại Lâu đài Trévarez trong tỉnh Finistère gần Brest. Truyền thông báo chí Đức nhấn mạnh đến chuyến viếng thăm của I-8, công bố rằng: "giờ đây thậm chí tàu ngầm Nhật Bản còn hoạt động tại Đại Tây Dương". Đang khi ở lại cảng, I-8 được trang bị một dàn radar.
Chuẩn bị cho chuyến quay trở về, I-8 tiếp nhận hàng hóa bao gồm súng máy, máy ngắm ném bom, súng phòng không 20-mm bốn nòng, một động cơ diesel Daimler-Benz MB 501 20-xy lanh dành cho xuồng phóng lôi, đồng hồ hàng hải, radar, sonar, ngư lôi điện và kim loại quý, cũng như penicillin. Hành khách cho chuyến đi bao gồm Chuẩn đô đốc Tadao Yokoi, tùy viên hải quân Nhật Bản tại Berlin từ năm 1940, Đại tá Hải quân Sukeyoshi Hosoya, tùy viên hải quân Nhật Bản tại Paris từ năm 1939, ba sĩ quan hải quân Đức, bốn kỹ thuật viên radar và sonar cùng bốn người Đức dân sự.

#### Chuyến quay trở về Nhật Bản
Khởi hành từ Brest vào ngày 5 tháng 10, chiếc tàu ngầm được một lực lượng Hải quân Đức hùng mạnh hộ tống. Sau khi băng qua đường Xích đạo, nó gửi một báo cáo vị trí cho Hải quân Đức. Đơn vị tình báo tín hiệu Đồng Minh chặn được bức điện này, và sử dụng hệ thống định vị cao tần để xác định tọa độ của con tàu. Sang ngày hôm sau một máy bay chống tàu ngầm Đồng Minh đã tấn công, nhưng I-8 đã lặn khẩn cấp và né tránh được.
I-8 tiếp tục gặp một cơn bão khiến bị hư hại cầu tàu và hành trình bị kéo dài. Nó đi đến Ấn Độ Dương vào tháng 11, kịp thời kéo cờ hiệu Hải quân Nhật Bản lên tháp chỉ huy khi một máy bay tuần tra Nhật Bản bất ngờ xuất hiện. Con tàu bị thiếu hụt nhiên liệu, nên tìm cách bắt liên lạc với căn cứ tại Penang và các tàu ngầm khác để tìm kiếm sự trợ giúp, nhưng không thành công. Dù sao nó cũng đến được Penang vào ngày 2 tháng 12, rồi tiếp tục hành trình hai ngày sau đó và đi đến Singapore vào ngày 5 tháng 12, và cuối cùng đến Kure vào ngày 21 tháng 12, hoàn tất chuyến đi khứ hồi 30.000 nmi (56.000 km). I-8 tiếp tục đi đến xưởng tàu Tamano tại Okayama để tái trang bị.
Trong số bảy tàu ngầm, trong đó có năm tàu ngầm của Nhật Bản, thực hiện các chuyến đi giữa Nhật Bản và Châu Âu trong Thế Chiến II, I-8 là chiếc duy nhất hoàn tất một hành trình khứ hồi trong chiến tranh. Ngoài chuyến đi trước đó của chiếc I-30, sau I-8 còn có các chiếc I-34 bị tàu ngầm Anh HMS Taurus đánh chìm ngày 13 tháng 11, 1943; I-52 bị máy bay Hoa Kỳ đánh chìm ngày 24 tháng 6, 1944; và I-29 bị tàu ngầm Hoa Kỳ USS Sawfish (SS-276) đánh chìm ngày 26 tháng 7, 1944, tất cả đều bị mất ngay trong chuyến đi. Trong số các tàu ngầm U-boat tìm cách đi sang Nhật Bản trong chiến tranh, U-511 chỉ thực hiện chuyến đi một chiều, rồi được bán cho Hải quân Đế quốc Nhật Bản sau khi đến nơi vào tháng 9, 1943; còn U-180 bị mất chỉ ba ngày sau khi xuất phát vào tháng 8, 1944.

### 1944
Đang khi I-8 được đại tu, Trung tá Hải quân Ariizumi Tatsunosuke tiếp nhận quyền chỉ huy con tàu vào ngày 15 tháng 1, 1944. Trong giai đoạn Ariizumi nắm quyền chỉ huy I-8, chiếc tàu ngầm đã gây ra tội ác chiến tranh do những hành động đối xử vô nhân đạo của Ariizumi và thuộc cấp đối với tù binh chiến tranh Đồng Minh. I-8 xuất phát từ Kure vào ngày 21 tháng 2 để quay trở lại căn cứ Penang, Malaya, đến nơi vào ngày 10 tháng 3.

#### Chuyến tuần tra thứ năm
I-8 khởi hành từ Penang vào ngày 15 hoặc 19 tháng 3 cho chuyến tuần tra thứ năm trong Ấn Độ Dương ngoài khơi quần đảo Maldives. Vào ngày 26 tháng 3, nó tấn công tàu biển chở hành khách Hà Lan SS Tjisalak (5.787 tấn), khởi hành từ Melbourne, Australia vào ngày 7 tháng 3 để đi sang Colombo, Ceylon, vận chuyển 6.640 tấn bột và khoảng 100 hành khách, pháo thủ và thủy thủ trên tàu. Hai quả ngư lôi đánh trúng Tjisalak lúc 05 giờ 45 phút, gây một số hư hại và bị kẹt bánh lái khiến chiếc tàu buôn bắt đầu chạy vòng tròn.
Trong khi thủy thủ cho thả ba xuồng cứu sinh, các pháo thủ trên Tjisalak khai hỏa các khẩu pháo-20 mm và 4-inch nhắm vào chiếc tàu ngầm đang đi trên mặt nước ở khoảng cách 1.000 yd (910 m), buộc I-8 phải lặn xuống. Họ ngừng bắn lúc 06 giờ 00 và bỏ tàu trước khi Tjisalak lật úp và đắm ở vị trí 500 nmi (930 km) về phía Nam Colombo, tại tọa độ 02°30′N 078°40′Đ / 2,5°N 78,667°Đ; ba thủy thủ đã thiệt mạng khi đắm tàu.
Những người sống sót tập trung trên ba xuồng cứu sinh khi I-8 trồi lên mặt nước ở khoảng cách 100 yd (91 m), yêu cầu hạm trưởng của  Tjisalak trình diện. Ông cùng ba sĩ quan khác của Tjisalak và ba hành khách, bao gồm người phụ nữ duy nhất trên tàu là một y tá Chữ thập đỏ, bị giải sang I-8 để thẩm vấn. Những người còn lại bị đe dọa, trấn lột tài sản, tra tấn và cuối cùng bị giết hại bằng tiểu liên, súng trường hay kiếm Guntō. Những người bị giải sang I-8 cũng không sống sót và bị giết hại trong ngày hôm đó. Cuối cùng chỉ còn lại năm hoặc sáu người  người sống sót trên một bè cứu sinh, được tàu Liberty SS James O. Wilder cứu vớt.
Vào ngày 30 tháng 3, trong một chuyến bay trinh sát trong Ấn Độ Dương về phía Đông Nam Diego Garcia thuộc quần đảo Chagos, thủy phi cơ trinh sát Watanabe E9W1 của I-8 phát hiện tàu buôn vũ trang Anh SS City of Adelaide (6.589 tấn) vốn đang trong hành trình từ Karachi, Ấn Độ đến Fremantle, Australia. Chiếc E9W1 đã báo cáo tọa độ mục tiêu cho tàu ngầm mẹ trước khi quay trở về tàu. Đến tối, I-8 phóng một quả ngư lôi tấn công, đánh trúng City of Adelaide phía giữa tàu khiến chiếc tàu buôn bị nghiêng nặng, buộc thủy thủ đoàn phải đánh tín hiệu cấp cứu rồi bỏ tàu. I-8 trồi lên mặt nước và đánh chìm City of Adelaide bằng hải pháo tại tọa độ 12°01′N 080°27′Đ / 12,017°N 80,45°Đ.
Lúc 06 giờ 07 phút ngày 11 tháng 4, trong Ấn Độ Dương tại tọa độ 03°31′B 067°07′Đ / 3,517°B 67,117°Đ, I-8 phóng bốn quả ngư lôi tấn công tàu chở dầu Hoa Kỳ SS Yamhill (10.448 tấn), vốn đang vận chuyển dầu diesel từ Bahrain đến Fremantle. Hai quả ngư lôi đã sượt qua mỗi bên mạn Yamhill, nên chiếc tàu chở dầu gửi báo cáo bị tấn công và yêu cầu được trợ giúp. I-8 trồi lên mặt nước cách Yamhill 11.000 yd (10 km), bắt đầu cuộc truy đuổi chiếc tàu chở dầu kéo dài suốt 12 giờ, trong đó hai đối thủ đã đấu pháo với nhau. Khi trời tối, một thủy phi cơ tuần tra PBY Catalina Không quân Hoàng gia Anh bay đến nơi, buộc chiếc tàu ngầm phải lặn xuống ẩn nấp, còn Yamhill chạy thoát.
Đến ngày 16 tháng 4, I-8 đánh chìm một thuyền buồm bằng hải pháo ngoài khơi đảo Addu, Maldives. Nó kết thúc chuyến tuần tra và quay trở về Penang vào ngày 5 tháng 5.

#### Chuyến tuần tra thứ sáu
I-8 khởi hành từ Penang vào ngày 10 tháng 6 cho chuyến tuần tra thứ sáu trong Ấn Độ Dương ngoài khơi Madagascar. Trên đường đi trong Ấn Độ Dương, ở vị trí về phía Tây Nam Diego Garcia, tại tọa độ 07°51′N 075°20′Đ / 7,85°N 75,333°Đ lúc 23 giờ 45 phút ngày 29 tháng 6, nó phóng ngư lôi tấn công tàu biển chở hành khách Anh (6.942 tấn) vốn đang vận chuyển 174 hành khách và 2.720 tấn hàng hóa đi từ Bombay, Ấn Độ đến Sydney, Australia. Hai quả ngư lôi đánh trúng khiến chiếc tàu khách bốc cháy và chết đứng giữa biển, nên hành khách và thủy thủ bỏ tàu trên chín xuồng cứu sinh. I-8 trồi lên mặt nước và bắt giữ 11 người, gồm một thủy thủ và mười hành khách, rồi đánh chìm Nellore bằng hải pháo lúc khoảng 02 giờ 45 phút ngày 30 tháng 6. Có tổng cộng 79 người, bao gồm 35 thủy thủ, năm pháo thủ và 39 hành khách, đã thiệt mạng trước khi tàu frigate Anh HMS Lossie và một thủy phi cơ Không quân Hoàng gia đi đến cứu vớt những người sống sót.
Đến ngày 2 tháng 7, I-8 tấn công tàu Liberty Hoa Kỳ SS Jean Nicolet (7.176 tấn), vốn đang vận chuyển hàng hóa quân sự và binh lính Lục quân Hoa Kỳ xuất phát từ San Pedro, California và đang trong hành trình đến Calcutta, Ấn Độ ngang qua Fremantle, Australia và Colombo, Ceylon. Jean Nicolet được khuyến cáo đổi hướng vào ngày 27 tháng 6 để tránh khu vực I-8 đã đánh chìm Nellore, cách 500 nmi (930 km) về phía Bắc. Vào sáng ngày 2 tháng 7, thủy thủ của Jean Nicolet phát hiện khói mà họ tin là của một tàu Liberty ở phía đuôi tàu bên mạn trái, nhưng thực ra chính là I-8 đang vượt lên phía trước tìm cách chặn đầu Jean Nicolet để tấn công. Đến 19 giờ 07, ở vị trí 270 nmi (500 km) về phía Đông Bắc Diego Garcia và phía Nam Ceylon cách Maldives 700 nmi (1.300 km), Jean Nicolet trúng hai quả ngư lôi bên mạn trái; nó gửi tín hiệu cầu cứu và mọi người bỏ tàu trên bốn xuồng và hai pháo cứu sinh. I-8 trồi lên mặt nước và tiếp tục nả hải pháo tấn công Jean Nicolet, khiến mục tiêu bốc cháy.
Sau đó I-8 bắt đầu tìm kiếm những người sống sót trên các xuồng và bè cứu sinh bằng đèn pha, ra lệnh cho họ chuyển sang boong chiếc tàu ngầm, rồi xả súng máy vào những chiếc xuồng cứu sinh rỗng. Trong khi thủy thủ của I-8 tiến hành lục soát những người sống sót, tịch thu áo phao và mọi thứ có giá trị, thẩm vấn và trói họ ngồi trên boong phía trước, chiếc tàu ngầm đi vòng quanh khu vực và phá hủy mọi xuồng và bè cứu sinh. Vào khoảng nữa đêm, một sĩ quan Nhật ra lệnh cho hạm trưởng của Jean Nicolet trình diện; ông cùng sĩ quan vô tuyến và một người thứ ba bị dẫn ra phía sau tháp chỉ huy, và sau đó không ai thấy họ nữa. Trong nhiều giờ tiếp theo, từng người một bị dẫn ra phía sau tháp chỉ huy, bị hành hạ, đánh đập, đâm chém và xô xuống biển.
Khi trên boong tàu chỉ còn lại khoảng 30 người sống sót, chờ đợi đến số phận của chính mình, I-8 phát hiện một máy bay đối phương qua radar nên lặn khẩn cấp để ẩn nấp, khiến những người còn lại bị cuốn trôi xuống biển. Một thủy phi cơ tuần tra PBY Catalina của Không quân Hoàng gia Canada đã bay lướt bên trên, và những người sống sót đã cởi dây trói cho nhau để giải thoát. Một số tìm cách bơi trở lại Jean Nicolet vẫn còn đang nổi cách đó khoảng 2 nmi (3,7 km), nhưng con tàu đắm vào sáng ngày 3 tháng 7, tại tọa độ 03°28′N 074°30′Đ / 3,467°N 74,5°Đ. Đến khoảng 12 giờ ngày 4 tháng 7, một thủy phi cơ PBY Catalina nhìn thấy những người sống sót trên mặt nước, và tàu đánh cá vũ trang Anh HMS Hoxa đã cứu vớt họ lúc xế chiều ngày 4 tháng 7.
Các nguồn khác nhau không thống nhất về số người chết và sống sót. Một nguồn cho rằng tàu Hoxa đã cứu vớt 23 người, và có 77 người đã thiệt mạng khi tàu đắm và trong vụ thảm sát. Một nguồn khác cho rằng năm người trong số thủy thủ đoàn của Jean Nicolet bị bắt làm tù binh chiến tranh và đưa về Nhật Bản, trong đó một người vẫn sống sót khi Thế Chiến II kết thúc.
I-8 kết thúc chuyến tuần tra và về đến Penang vào ngày 8 hoặc ngày 14 tháng 8. Khi tàu ngầm Đức U-862, dưới quyền chỉ huy của Thiếu tá Hải quân Heinrich Timm, đi đến Penang vào ngày 9 tháng 9, Trung tá Ariizumi đã tham gia cùng Chuẩn đô đốc Jisaku Ouzumi và ban tham mưu Hải đội Tàu ngầm 8 chào đón thủy thủ đoàn Đức. Vào ngày 11 tháng 9, U-862 tiếp đón Ouzumi, Arriizumi cùng các sĩ quan của I-8 viếng thăm tàu, và cùng ngày hôm đó Thiếu tá Timm và các sĩ quan của U-862 cũng có lượt tham quan I-8.
Rời Penang vào cuối tháng 9 để quay trở về Nhật Bản, I-8 đi đến Yokosuka vào ngày 9 tháng 10, nơi nó được sửa chữa và tái trang bị, đồng thời cải biến để hoạt động như một tàu ngầm mang ngư lôi tự sát Kaiten. Hầm chứa và máy phóng máy bay được tháo dỡ, và I-8 được lắp các bộ gá để mang theo ngư lôi Kaiten trên boong sau tháp chỉ huy. Vào ngày 5 tháng 11, Trung tá Ariizumi được thăng hàm Đại tá Hải quân và được thuyên chuyển sang chỉ huy Đội tàu ngầm 1. Khi Thế Chiến II kết thúc và Nhật Bản đầu hàng, Đại tá Ariizumi đã tự sát trên trên soái hạm của mình, I-401, tại vùng biển Philippine vào ngày 30 tháng 8, 1945. Những thuộc cấp dưới quyền Ariizumi có liên can đến các vụ thảm sát tù binh của I-8 đã bị truy tố và chịu án tù vì đã phạm tội ác chiến tranh.

### 1945

#### Chiến dịch Okinawa
Cho dù đã được cải biến để mang theo ngư lôi Kaiten, I-8 đã không mang theo quả nào khi nó cùng các tàu ngầm Ro-41, Ro-49 và Ro-56 khởi hành từ Saeki, Hiroshima vào ngày 18 tháng 3, 1945 để hoạt động tại khu vực Nam Okinawa. Tuy nhiên chiếc tàu ngầm phải quay trở lại Saeki ngay vào ngày hôm sau để sửa chữa rồi khởi hành trở lại vào ngày 20 tháng 3 để bắt đầu chuyến tuần tra. Chiến dịch Okinawa bắt đầu với các hoạt động chuẩn bị vào ngày 26 tháng 3, khi lực lượng Hoa Kỳ đổ bộ lên quần đảo Kerama, và đến 18 giờ 05 phút ngày 28 tháng 3, I-8 báo cáo phát hiện hai tàu vận tải và bốn tàu khu trục ở vị trí cách Naha 110 nmi (200 km). Tuy nhiên sau đó nó hoàn toàn mất liên lạc với căn cứ.

#### Bị mất
Vào ngày 31 tháng 3, đang khi hộ tống một đội đặc nhiệm tại vùng biển ngoài khơi quần đảo Kerama, tàu khu trục Hoa Kỳ USS Stockton phát hiện một mục tiêu trên mặt biển qua radar, nên tiếp cận để xác minh. I-8 lặn khẩn cấp để né tránh, nhưng Stockton lại dò được mục tiêu qua sonar. Trong suốt bốn giờ tiếp theo, Stockton tiêu phí toàn bộ số mìn sâu nó mang theo qua bảy lượt tấn công nhắm vào I-8. Khi tàu khu trục USS Morrison đi đến nơi để tăng cường cho Stockton, chiếc tàu ngầm trồi lên mặt biển, nhưng nó lại lặn xuống ngay lập tức. Morrison thả một lượt mìn sâu tấn công, buộc I-8 phải trồi lên mặt cách chiếc tàu khu trục 900 yd (820 m). Sau khoảng 30 phút đối đầu bằng hải pháo, I-8 lật úp và đắm trong biển Philippine tại tọa độ 25°29′B 128°35′Đ / 25,483°B 128,583°Đ. Morrison vớt được một hạ sĩ quan đã bất tỉnh, thành viên thủy thủ đoàn duy nhất của I-8 sống sót.
Đến ngày 10 tháng 4, Hải quân Nhật Bản công bố I-8 có thể đã bị mất tại khu vực Oiknawa với tổn thất toàn bộ thành viên thủy thủ đoàn trên tàu. Tên nó được cho rút khỏi đăng bạ hải quân vào ngày 10 tháng 8, 1945.